# Saldern

Wappen derer von Saldern

Saldern (bis zum 17. Jahrhundert Salder) ist der Name eines alten Adelsgeschlechts aus dem Hildesheimer und Braunschweiger Land. Das gleichnamige Stammhaus Schloss Salder liegt an der Fuhse in Salzgitter-Salder. Die ursprüngliche Namensform „Salder“ wechselte im 17. Jahrhundert mit „Saldern“, das im 18. Jahrhundert allgemein üblich wurde. Ursprünglich besaß die Adelsfamilie, deren Zweige bis heute bestehen, Güter nur im Bereich des heutigen Niedersachsens, seit Mitte des 16. Jahrhunderts auch in der Mark Brandenburg.

## Familienchronik

### Erste Nennung
Laut Familienbuch soll die Familie von Sieghard de Rossis abstammen, der 718 mit Bonifatius nach Germanien gekommen ist. Ein Nachfahre sei 870 mit Salder belehnt worden, später habe die Familie sich dann nach dem Ort benannt. Jedoch findet sich die erste urkundliche Erwähnung der Familie im Jahre 1102 im Chronicon coenobii Sancti Michaelis, ordinis Sancti Benedicti, in Hildesheim. Das Rittergeschlecht von Saldern wurde in diesem Jahr vom Michaeliskloster bei Nettlingen (Gemeinde Söhlde) mit dem Zehnten belehnt. Urkundlich belegt ist das Geschlecht sodann 1161 mit Thidericius de Saldere unter den nobiles layci in der Gründungsurkunde der Johannishofstiftung. Die Stammreihe beginnt 1226 mit dem Ritter Burchard von Salder, erwähnt 1226–1253. 1299 bis 1332 wird ein Johann von Salder genannt.

### Das Ende in der alten Heimat (heute Niedersachsen)
Im Hildesheimer und Braunschweiger Land verschlechterten sich im 16. / Anfang 17. Jahrhundert die Beziehungen der Familie v.S. zum Hildesheimer Fürstbischof und später auch zum Herzog von Braunschweig (steigende Verschuldung des Landes und Unzufriedenheit über das verstärkte Machtstreben des Herzogs). Es kam 1519 zur sog. Hildesheimer Stiftsfehde zwischen dem Hochstift Hildesheim und den welfischen Fürstentümern Braunschweig-Wolfenbüttel und Calenberg und den Vasallen Salder, die trotz anfänglicher Verluste in der Schlacht bei Soltau schlussendlich zum Sieg des Herzogs von Braunschweig-Wolfenbüttel führte (Quedlinburger Rezess). Die Salderns verloren ihre Lehen und veräußerten ihre Besitzungen. Noch bis 1537 blieb mindestens Burkhardt von Salder aber als Rat in den Diensten Herzog Heinrichs von Braunschweig-Wolfenbüttel und bürgte auch für dessen Kredite, bis er Ende der 1530er Jahre in die Dienste der protestantischen Herzogin Elisabeth von Braunschweig-Calenberg und damit in offene Opposition zu seinem ehemaligen Herren trat. Nach und nach verließ die Familie Salder ihre alte Heimat und wurden Brandenburger, was zur Märkischem Linie der Familie führte. Das Stammschloss Salder wurde 1695 endgültig verkauft.

### Neuanfang in Brandenburg
Matthias von Saldern (Kämmerer), (1508–1575), war der erste Saldern, der in Brandenburg Besitz erwarb. Er kam bereits im Jugendalter an den kurfürstlichen Hof Brandenburg als Page für den Kurprinzen Johann Hektor, den späteren Kurfürsten Joachim II. Aus dieser Pagenzeit wurde für Matthias und Joachim II. eine 55 Jahre lange freundschaftliche, vertrauliche und dienende Zusammenarbeit für das kurfürstliche Haus Brandenburg.
Matthias wurde kurbrandenburgischer Hauptmann zu Lehnin, Lehnsherr auf Plaue (heute ein Ortsteil von Brandenburg a. d. H), Rath und Oberstkämmerer (heute mit dem Finanzminister vergleichbar) bei Joachim II. Da dieser wegen Geldknappheit in der Staatsschatulle 20 Jahre seinen Oberstkämmerer nicht bezahlte, konnte Matthias 1560 als Ausgleich das Amt Plattenburg-Wilsnack erwerben. Seine Witwe Gertrud, geb. v. Hake, stiftete in Brandenburg/Havel 1589 die „Saldernsche Schule“, auch Saldria genannt (heute von Saldern-Gymnasium).

### Das Ende in Brandenburg
Gegen Ende des Zweiten Weltkrieges flohen die Mitglieder der Familie nach Westen. Ab 1945 wurden neben anderen Gütern die noch in der Prignitz im Besitz der Familie von Saldern befindlichen Güter Plattenburg und Wilsnack enteignet und der letzte Besitzer der Plattenburg, Sieghard v. Saldern, mit seiner Familie aus dem Landkreis Prignitz ausgewiesen und vertrieben. Die Ansässigkeit der Familie  in der Prignitz endete nach 13 Generationen und 393 Jahren.

### Lehns- und Pfandbesitze

#### Salder

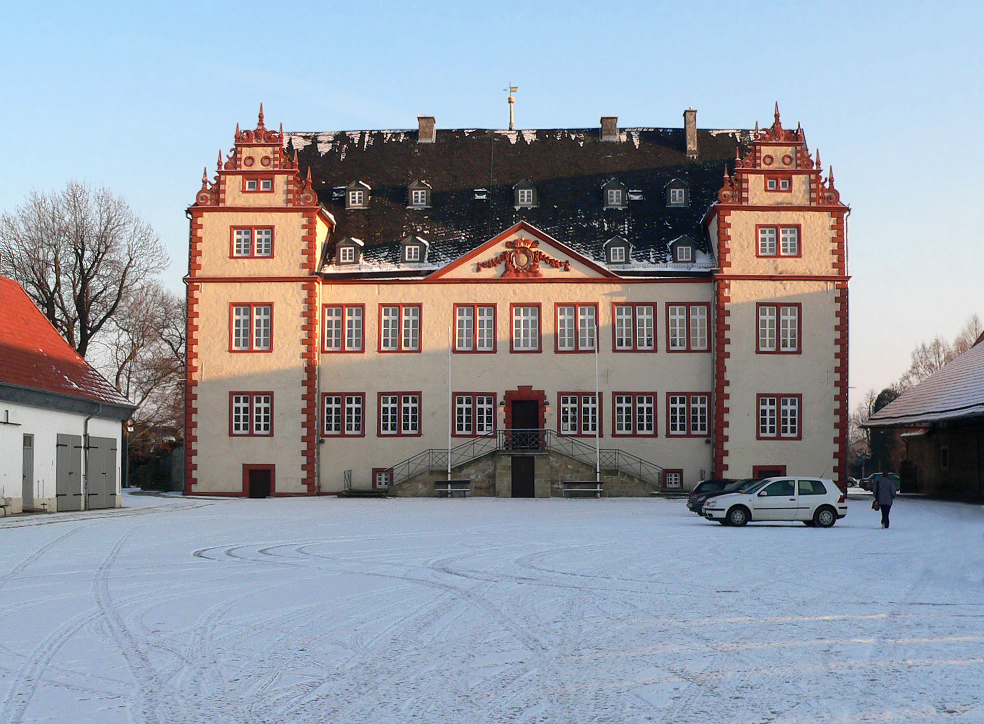
Schloss Salder

Erster Sitz der Familie war die Burg Salder auf einer Anhöhe über der Fuhse, wo der „Magdeburger Königsweg“ (Deitweg), ein Abschnitt des Heer- und Handelsweges vom Rhein zur Elbe, den Fluss überquerte und wo bereits seit der Römischen Kaiserzeit eine kleine Siedlung bestanden hatte. Die dem Schutz der Furt dienende kleine Burg war schon um das Jahr 1000 angelegt worden und wurde als „Alter Hof“ oder „Kleiner Hof“ bezeichnet. Seit der Zeit Heinrichs des Löwen gehörte diese Gegend zum Herrschaftsbereich der Welfen. 1235 ging daraus das Herzogtum Braunschweig-Lüneburg hervor, nach dessen Teilung im Jahr 1269 Salder an das Fürstentum Braunschweig-Wolfenbüttel fiel. Mitglieder der Familie dienten sowohl dem welfischen Herzogtum als auch dem Hochstift Hildesheim. Bis ins 14. Jahrhundert entwickelte sich die Familie zu einem der begütertsten Geschlechter im Bereich der Ritterschaften von Braunschweig und Hildesheim, ihre Besitztümer lagen im gesamten Harzvorland und sie hatten Anteile am Goslarer Rammelsberg und am Oberharzer Bergbau.
Drei Brüder Saldern unter der Anführung Burchards gerieten 1587 in Konflikt mit Herzog Julius von Braunschweig über eine Reform des Meierrechts, nachdem sie bereits 1576 den Landtag zum Protest gegen die Einführung römischen Rechts bewogen hatten. Da sie von der Ritterschaft unterstützt wurden, wollte der Herzog ein Exempel statuieren – er kündigte die Pfandverträge für Ehrenburg und Lauenstein und ließ die Familie samt Mobiliar von Soldaten hinauswerfen. Sein Nachfolger Herzog Heinrich Julius, reagierte auf weitere Proteste im Landtag mit hohen Geldstrafen, der Einziehung der Drostei Vienenburg und ließ einen Burchard verhöhnenden Schandtaler prägen. Nachdem die Brüder Klage beim Reichskammergericht erhoben hatten, mussten sie außer Landes fliehen und starben dort bald. Im Landtag wurde 1597 ein Kompromiss geschlossen; die nächste Generation der Salderns arrangierte sich mit dem Herzog. Jedoch brachten sie ihr Vermögen durch: Nettlingen wurde verkauft. Wegen einer Schuld von insgesamt 70.000 Talern verpfändeten Jacob und Heinrich von Saldern den Stammsitz ihres Geschlechtes, Schloss Salder, an Statius von Münchhausen, der es bald an den Kriegsrat Sachse weitergab. Dieser ließ 1608 das heute noch stehende Schloss bauen; Münchhausen übernahm vorübergehend auch Equord, verlor es aber in seinem Konkurs 1607 wieder. Schloss Salder wurde zwar 1620, nach Sachses Bankrott und Exil, von den Salderns wieder übernommen, jedoch schon bald an die Familie von Quitzow verpfändet und 1695, nach langen Auseinandersetzungen, an den Erbprinzen August Wilhelm verkauft.

#### Lichtenberg

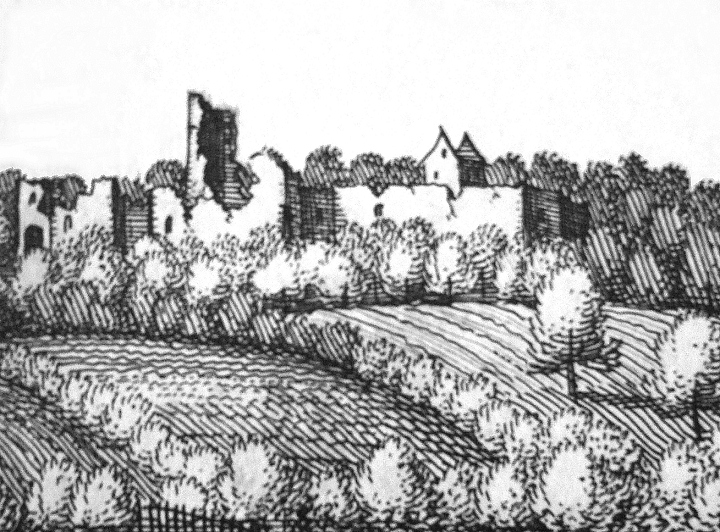
Ruine der Burg Lichtenberg in Merian-Stich um 1650

Im Jahre 1267 vererbte der Herzog von Braunschweig und Lüneburg, Otto das Kind, seinem Sohn Johann die Lüneburger Ländereien. Dazu gehörte die Burg Lichtenberg im heutigen Salzgitter. 1273 berichten Urkunden, dass in der Burg die Gerichtsbarkeit [„circa castrum Lichtenberg“] ausgeübt wurde. 1299 wurde Aschwin von Salder hier als Richter und Amtmann (officialis) genannt. Möglicherweise besaßen die Herren von Saldern bereits zu dieser Zeit die Vogteirechte.
Laut dem Fehdebuch der Stadt Braunschweig unternahmen die Herren von Saldern zwischen 1379 und 1382 Raubzüge in der Umgegend. Aschwin überfiel 1379 einen Tross von Handelswagen mit 17 Tonnen Heringen. Die Beute wurde zur Burg Lichtenberg gebracht unter zwangsweiser Mitwirkung der Begleitmannschaft. Neben Aschwin saßen weitere Raubritter auf der Burg, wie Jan und Borchhard von Saldern, Sieverd von Broistede sowie Kord von dem Steinberge. Nachdem die Burg Lichtenberg 1388 wieder von den Braunschweiger Herzögen in Besitz genommen worden war, erhielten die Herren von Saldern sie jedoch weiterhin als Pfandbesitz. Zwischen 1390 und 1396 verpfändete Herzog Friedrich die Burg und das Gericht erneut an die Herren von Saldern. Im 15. Jahrhundert wurden sie offensichtlich von der Burg verdrängt, da als Burgvögte andere Familien genannt werden.

#### Nettlingen

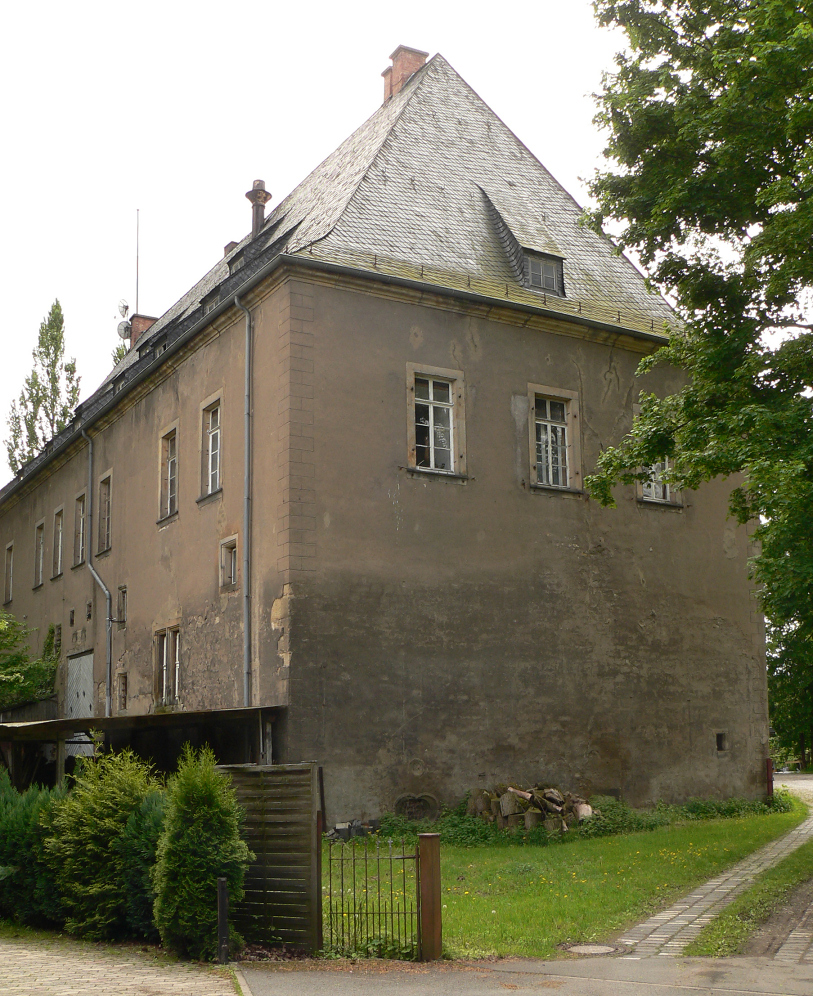
Schloss Nettlingen

Im 14. Jahrhundert besaß das Geschlecht in Nettlingen (heute Ortsteil der Gemeinde Söhlde im Landkreis Hildesheim) Lehnsgüter vom Fürstentum Braunschweig-Wolfenbüttel und Fürstentum Hildesheim. Um 1325 hatten die Grafen von Wohldenberg die Ritter mit der Gerichtsbarkeit über das Dorf und mit der Holzgrafschaft über das Vorholz belehnt. Um 1570 erbaute Kurt von Saldern das Schloss Nettlingen und verkaufte es um 1611 an die Brauergilde in Hildesheim.

#### Wohldenberg
Um 1400 wurde Aschwin von Saldern als Pfandinhaber der Burg Wohldenberg bei Holle genannt.

#### Gebhardshagen
Am 22. Mai 1406 zerstörten Truppen des Hildesheimer Bischofs Johann III. von Hoya, Heinrich von Bortfeld und Burghard von Cramm, die Mauern der Burg Gebhardshagen (heute Salzgitter-Gebhardshagen) und nahmen sie ein. Die Pfandinhaber, die herzoglichen Mannen Jan und Burchhard von Saldern, erhielten den Auftrag, das Zeughaus, den Roten und den Grauen Turm wieder aufzubauen.

#### Lauenstein

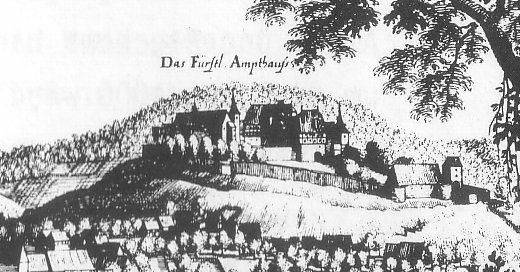
Burg Lauenstein

1509 hatte Heinrich von Saldern einen Vertrag mit dem Hildesheimer Bischof Johannes IV. von Sachsen-Lauenburg abgeschlossen mit der Zusage, dass die seit 1497 bestehende Pfandschaft derer von Saldern über Burg Lauenstein und Amt Lauenstein (Salzhemmendorf) nicht zu Heinrich von Salderns Lebzeiten gekündigt werde. Nach seinem Tod sollte die Pfandschaft ausschließlich in bischöfliche Verwaltung übergehen. Hans von Saldern, Pfandinhaber des festen Hauses Lutter am Barenberge musste dieses widerstrebend räumen. Im Anschluss an diese Räumung versorgte der Bischof seine Burgen Steuerwald und Peine vorsorglich mit Lebensmitteln und Munition. 1515 übernahm Burchard von Saldern die Burg Lauenstein und das Amt Lauenstein von seinem Vater. Im selben Jahr kündigte Bischof Johannes jedoch den drei Söhnen Heinrichs Burg und Amt Lauenstein. Die Brüder verweigerten deren Aufgabe wegen des besagten Vertrags. Zudem verlangten sie vom Bischof 3000 Gulden, die sie in Verteidigungsanlagen investiert hatten – was der Bischof wiederum ablehnte. Es folgten diverse Verhandlungen, die am 15. März 1518 schließlich einen Schiedsspruch der Landstände ergaben: Bischof Johannes sollte denen von Saldern die Baukosten erstatten, die von Saldern aber sollten bis Ostern Burg und Amt Lauenstein räumen. Da aber Burchard die Annahme der Rückzahlung des Pfandschillings verweigerte, wurde er im gleichen Jahr von der Burg Lauenstein vertrieben und Stacius von Münchhausen als hildesheimischer Vogt auf Lauenstein eingesetzt. Nach einem misslungenen Angriff auf die Burg brannte Burchard von Saldern den Burgflecken Lauenstein nieder. Im Sommer heftete er den Fehdebrief mit der Aufschrift: „Borchert von Salder do bekand; dat ick hebbe jedan dußen Brand; dat bekenne ick mit meiner Hand.“ an das Burgtor. Es kam zu diversen Kämpfen, die sich schließlich zum überregionalen Politikum ausweiteten: Am 5. Juli 1518 äscherte Burchard Schellerten ein. Gronau (Leine) ließ er durch einen gedungenen Knecht in Brand stecken und fast vollständig einäschern. Den Stacius von Münchhausen schlug er tot. Im Januar 1519 begann daraufhin die Hildesheimer Stiftsfehde.

#### Henneckenrode

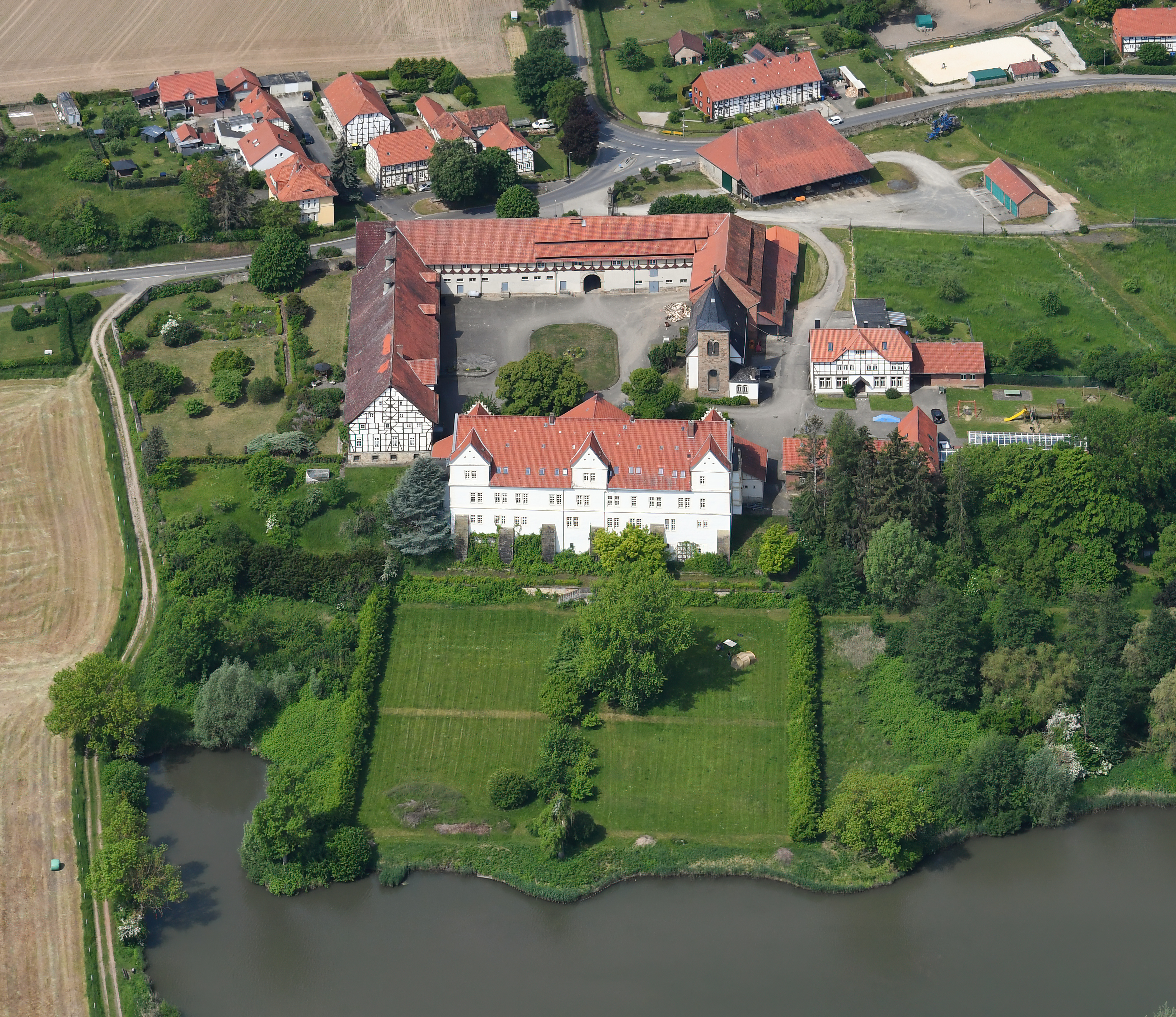
Schloss Henneckenrode

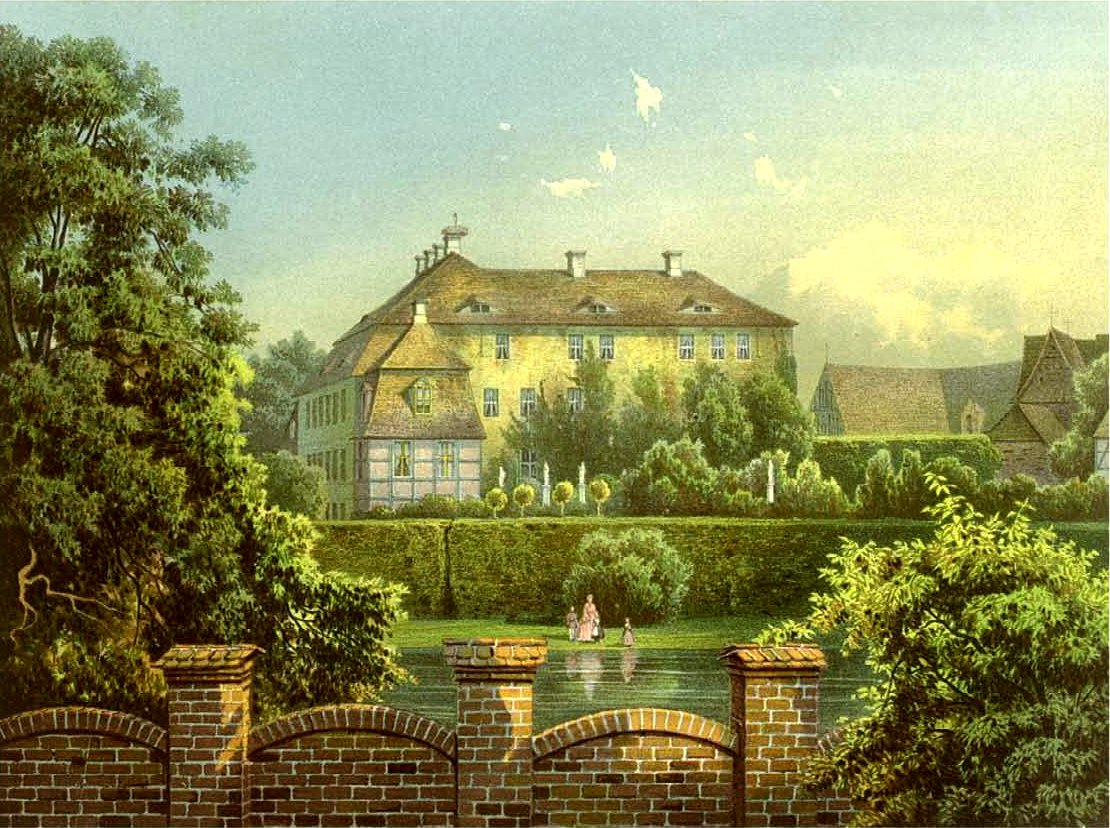
Die Plattenburg um 1860

In Henneckenrode ließ Heinrich von Saldern 1579/80 das Schloss Henneckenrode erbauen. Sein Sohn Burchard von Saldern (* 1568; † 29. Dezember 1635) errichtete 1597 die Kapelle des Schlosshofes. Im Jahre 1613, vor Beginn des Dreißigjährigen Krieges, hat er für die Wunderblutkirche in Bad Wilsnack, deren Patron er war, die Wilsnacker Stundenglocke gießen lassen. 1684 kaufte Adam Arnold von Bocholtz den Besitz Henneckenrode.

#### Plattenburg
1552 hatte der brandenburgische Kurfürst Joachim II. die Wasserburg Plattenburg in der Prignitz, den kurz zuvor säkularisierten Sommersitz der Bischöfe von Havelberg, an seinen Oberstkämmerer Matthias von Saldern als Erbe und Lehen übertragen. Burg und die dazugehörige Herrschaft blieben bis 1945 im Besitz der Familie von Saldern.
Im 18. Jahrhundert war Caspar von Saldern Beamter und Staatsminister der Katharina II. von Russland. Zur Zeit von König Friedrich dem Großen lag der Herr von Saldern-Plattenburg mit seinem Cousin Herr von Saldern-Wilsnack in Uneinigkeit. Der Königlich Preußische Landrat Gustav von Saldern-Plattenburg und dessen Gattin Thusnelda, geb. Gräfin von Seherr-Thoß, hatten fünf Kinder. Die beiden ältesten waren Thusnelda und ihre Zwillingsschwester Agnes, die im Alter von 14 Jahren verstarb. Thusnelda erbte das Schloss Meffersdorf, das damals zum Queiskreis in der Oberlausitz gehörte, wohin die Familie übersiedelte.
1945 floh Sieghard von Saldern mit seiner Familie vor der Roten Armee in den Westen Deutschlands. Der Plattenburger Besitz wurde im Zuge der Bodenreform verteilt. Nach 1990 kehrte sein ältester Sohn, Dietrich von Saldern, zurück. Er gründete einen Förderverein, der sich die Erhaltung der Plattenburg zum Ziel setzte. Das Gebäude wurde zu jener Zeit Eigentum der Gemeinde. Karoline Albrecht, geb. Senfft von Pilsach, ist die Enkelin des letzten privaten Besitzers und gemeinsam mit ihrem Mann anfangs Pächter der Burg.

#### Groß Plasten
Von 1800 bis 1850 war das Schloss Groß Plasten Eigentum des Leutnants von Saldern. Seine Tochter Sophie Elisabeth Luise Friederike Henriette von Saldern wurde am 7. Dezember 1847 unter der Nr. 1294 im Einschreibebuch des Klosters Dobbertin eingetragen und erhielt von 1862 bis zu ihrem Tode am 2. Oktober 1883 eine Rente (viertel und halbe Hebung) vom Dobbertiner Klosteramt.

### Fideikommiss
Ehemaliger befestigter Fideikommiss des Geschlechts:
- Die Plattenburg erworben von Matthias von Saldern (1508–1575), seit 1552 im Pfandbesitz, 1560 bis 1945 im erblichen Besitz der Familie, mit Plattenburg und Zernikow (Westprignitz)
- Wilsnack (seit 1560 im Besitz der Familie), bestehend aus Wilsnack, Övelgünde und Jackel (Westprignitz) und Werder/Altmark. Das Herrenhaus in Wilsnack wurde 1780 zu einem Schloss erweitert. Es brannte 1976 ab.

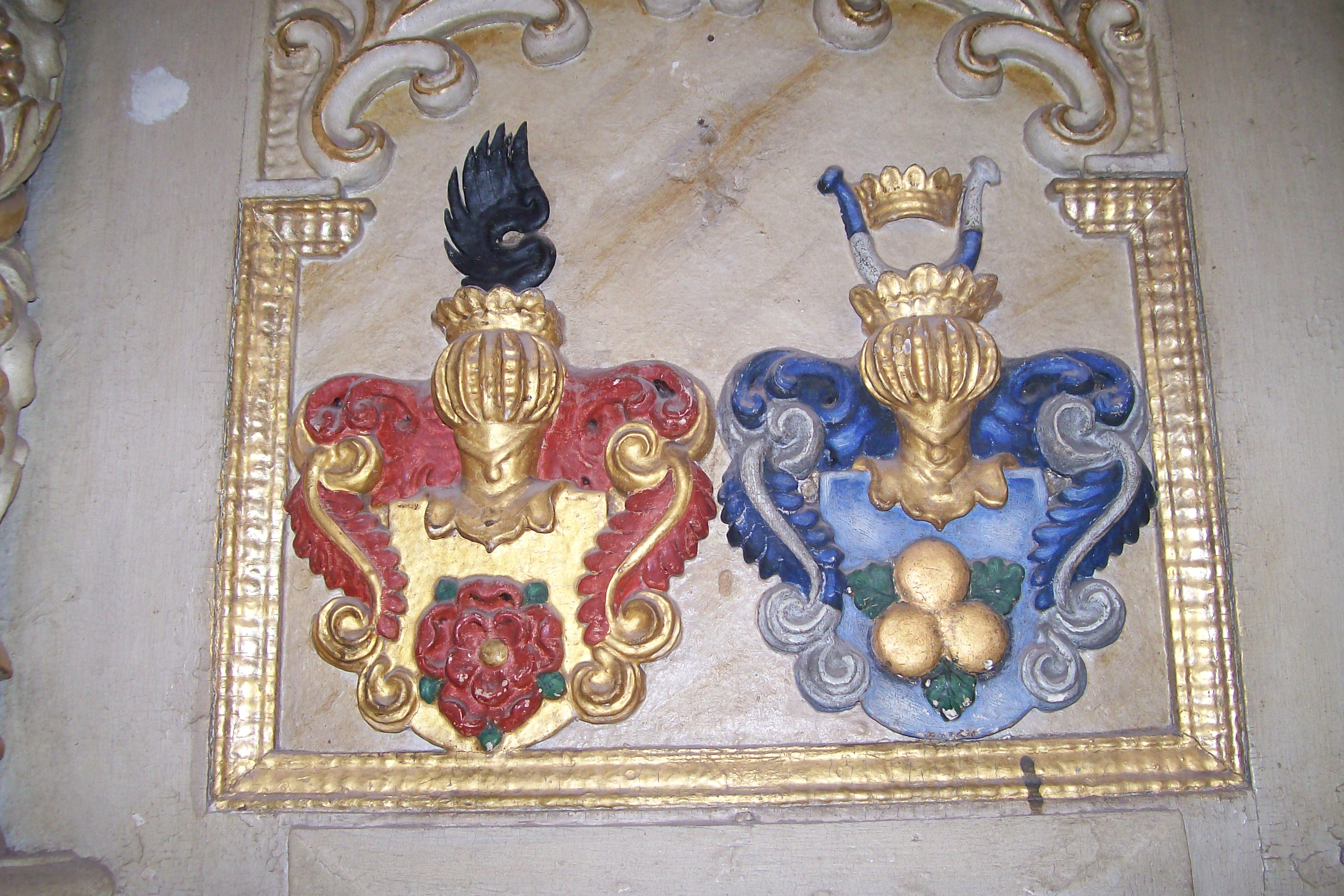
Wappen der Familien von Saldern (links) und Bismarck an der Kanzel der Wunderblutkirche in Bad Wilsnack

In der Wunderblutkirche in Bad Wilsnack finden sich eine Reihe von Zeugnissen der Familie. Die Kanzel der Kirche stiftete Jakob Friedrich von Saldern (* 18. April 1658; † 24. Dezember 1698) nach dem Tod seiner Frau Ottilie Elisabeth von Bismarck (1659–1695). Die Kanzel ist mit dem Saldernschen und dem Bismarckschen Wappen geschmückt. Rechts und links der Orgel sind zwei Epitaphe angebracht. Das rechte ist Matthias Friedrich von Saldern (* 22. April 1650; † 3. Juni 1680) gewidmet. Das ovale Porträt, in Öl auf Holz gemalt, hat an beiden Seiten je eine Putte. Darunter befindet sich ein Relief mit der Darstellung von Salderns in Kriegsausrüstung mit Waffen. Das Epitaph links der Orgel erinnert an den preußischen Hof- und Kammergerichtsrat Friedrich August von Saldern (* 28. Juni 1694; † 20. Februar 1729) und seine Frau Elisabeth Charlotte von Saldern (* 17. Dezember 1688; † 5. April 1732), (Tochter des Siegfried Christoph von Saldern auf Plattenburg; verw. von Krosigk) sowie weitere Mitglieder der Familie.
Klein-Leppin: 
Das in der Westprignitz gelegene Klein Leppin wurde früh als Nebengut und teils noch als Vorwerk 1656 sowie 1676 bezeichnet. Es bildete sich dann dort mit Todtenkopf, heute Waldfrieden, ein eigenständiges Majorat im Plattenburgischen Kreis heraus. Die Begüterung war im Besitz derer von Saldern-Plattenburg und von Saldern-Wilsnack. 1925 begann man frühzeitig für Klein Leppin-Todtenkopf ein Waldgut mit Schutzforst zu bilden. Dieser Vorgang entwickelte sich bis 1942. Heute ist Klein Leppin zur Gemarkung Netzow zugehörig.

## Wappen

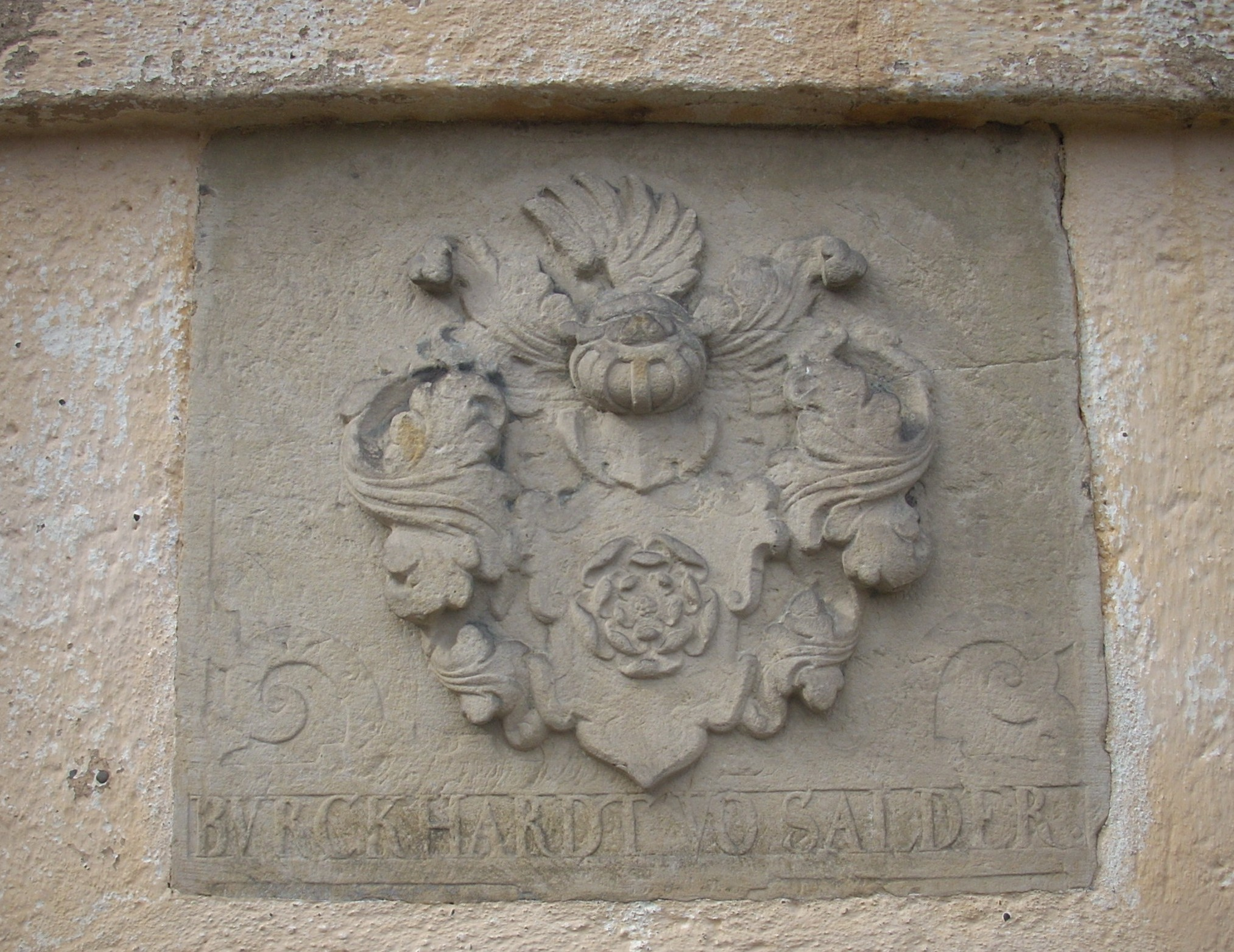
Wappen des Burckhardt von Saldern an der Mausoleumskirche Equord

Das Stammwappen zeigt in Gold eine rote Rose. Auf dem Helm mit rot-goldenen Decken ein offener schwarzer Flug.

## Familienverband
Der 1921 gegründete Familienverband (e. V.) hält in der Regel zweijährlich einen Familientag ab.
Vorsitzender: Christoph Heinrich v. S.; Hechthausen
Ehemalige Vorsitzende: Max-Berndt v. S. Hechthausen; Dietrich v. S., Hechthausen; Friedrich-Christoph v. S., Seehausen und München

## Bedeutende Namensträger
- Aschwin von Salder (um 1308–1369), Propst und Domherr in Braunschweig, Hildesheim und Bremen
- Heinrich von Saldern (1694–1745), preußischer Generalmajor
- Wilhelm von Saldern (1702–1758), preußischer Generalmajor
- Friedrich Christoph von Saldern (1719–1785), preußischer General
- Graf Hugo von Saldern-Ahlimb-Ringenwalde (1829–1893), Majoratsbesitzer und Mitglied des Deutschen Reichstags
- Alfred von Saldern (1829–1904), Landrat, Rittergutsbesitzer
- Thusnelda von Saldern (1837–1910), Diakonisse und Oberin der Diakonissenanstalt (Verein Oberlinhaus) in Nowawes
- Johannes von Saldern (1839–1907), deutscher Verwaltungsjurist, Bevollmächtigter zum Bundesrat
- Ernst von Saldern (1843–1886), deutscher Verwaltungsbeamter
- Siegfried von Saldern (1843–1913), Reichstagsabgeordneter
- Conrad von Saldern (1847–1908), Diplomat
- Werner von Saldern (1852–1930), preußischer Politiker (DKP) und MdR (1903–1912) und Landrat von Königsberg Neumark
- Elisabeth von Saldern (1878–1938), Erzieherin der Prinzessin Viktoria Luise von Preußen und Äbtissin des evangelischen Damenstifts Kloster Stift zum Heiligengrabe
- Achaz von Saldern (1881–1962), Landrat, Rittergutsbesitzer
- Axel von Saldern (1923–2012), deutscher Kunsthistoriker und Museumsleiter
- Adelheid von Saldern (* 1938), deutsche Historikerin
- Matthias von Saldern (1953–2020), deutscher Pädagoge
- Sophie von Saldern (* 1973), deutsche Basketballspielerin

Nicht zur uradeligen Familie gehören der dänische Minister Caspar von Saldern und seine Nachkommen. Caspar von Saldern (eigentlich Sallern) stammte aus einer aus dem Bauernstand hervorgegangenen Beamtenfamilie und nahm mit seinen Brüdern Namen und Wappen derer von Saldern an.
- Friedrich von Saldern (von Sallern; 1685–1722), deutscher Verwaltungsbeamter des Herzogs von Holstein
- Caspar von Saldern (1711–1786), russischer und dänischer Minister und Geheimrat, Erbauer des Gutshauses Schierensee, Sohn Friedrichs
- Carl Hinrich von Saldern-Günderoth (1739–1788), deutscher Gutsbesitzer und dänischer Geheimrat, Sohn Caspars

Diese deutsch-dänische Familie setzte sich in Holstein in einem weiblichen Zweig fort:
- Aimé von Mesmer-Saldern (1815–1889), schleswig-holsteinischer Gutsbesitzer, dänischer Hofbeamter und Deputierter der Holsteinischen Ständeversammlung
- Kaspar von Mesmer-Saldern (1849–1883), preußischer Verwaltungsjurist, Landrat

## Schulstiftung
Die Witwe Matthias von Salderns, Gertrud von Saldern geb. von Hake (1518–1595), schenkte 1589 den an der St. Gotthardtkirche Brandenburg an der Havel gelegenen ehemaligen Bischofssitz auf Betreiben des ihr befreundeten Humanisten, Rektors und Stadtsyndikus Zacharias Garcaeus der Altstadt Brandenburg. Hintergrund dieser Schenkung war der Umstand, dass die westlich der Kirche gelegene Alte Lateinschule die wachsende Schülerzahl nicht mehr zu fassen vermochte. Im Zuge dieser Übereignung wurde die Altstädtische Lateinschule als Saldria nach ihr benannt. Diese Schule war die erste mehrere in Tradition zueinander stehender Schulen mit dem Namen Saldria, in der sich auch die bestehende von Saldern-Gymnasium Europaschule sieht.